# Chiesa della Madonna del Lino

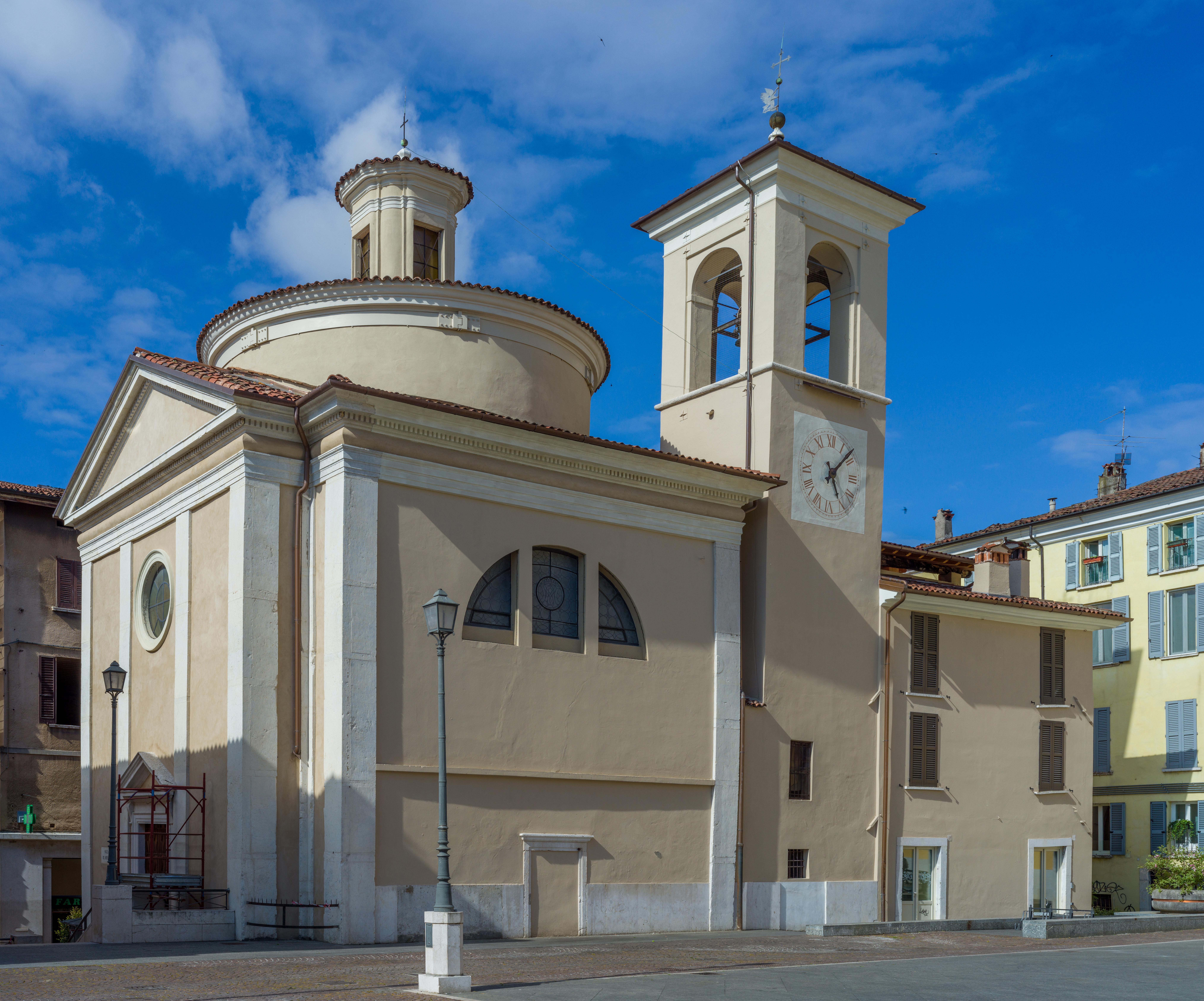
Lato nord della chiesa.

La chiesa della Madonna del Lino, nota anche come chiesa di Santa Maria del Lino, è una chiesa di Brescia, situata nell'angolo sud-ovest di piazza del Mercato. 
Costruito all'inizio del Seicento da Pietro Maria Bagnadore per ospitare una veneratissima immagine votiva locale, l'edificio ha sempre assunto un ruolo di santuario più che di chiesa, date anche le sue modeste dimensioni. L'appellativo "del lino" proviene dalla piazza sulla quale si affaccia, dove anticamente si teneva il mercato del lino. Contiene residui dell'originale decorazione seicentesca e i risultati dei molti interventi effettuati durante il Settecento. 
La chiesa è stata sottoposta ad un restauro ventennale ed è stata inaugurata, simbolicamente, il 16 settembre 2020, esattamente 412 anni dopo la posa della prima pietra dell'edificio.

## Storia
Prima della sua costruzione, nella zona dove oggi sorge la chiesa erano sempre esistite, nei secoli addietro, alcune modeste case sorte a ridosso degli spalti dell'antica cerchia muraria medievale, che al tempo correva lungo l'attuale corso Palestro fino alla chiesa di San Francesco d'Assisi, dove svoltavano verso nord e seguivano l'odierna via Pace. Accanto alle case vi era una fontana pubblica, sulla quale era dipinta un'immagine votiva raffigurante la Madonna allattante il Bambino, particolarmente venerata dagli abitanti del quartiere che la invocavano quando andavano alla fontana a prendere acqua. La consuetudine era abbastanza tradizionale: altre fontane di Brescia, al tempo, presentavano immagini simili, ad esempio l'antica fontana di Piazzetta Sant'Alessandro, oggi non più esistente.
Il culto dell'immagine sulla fontana in Piazza del Mercato conosce una notevole crescita durante il Cinquecento, grazie a una serie di segni miracolosi: entro pochi anni, l'immagine diventa un vero punto di riferimento per la devozione degli abitanti del quartiere, che cominciano ad appendere attorno ad essa ex voto di ogni tipo come omaggio per la guarigione di sordi, storpi e ossessi. La richiesta di erigere un santuario dove collocare l'immagine della Madonna dovette seguire a breve, tra la fine del Cinquecento e i primissimi anni del Seicento. Nel 1604 avviene un fatto miracoloso, che contribuisce ad abbreviare i tempi della costruzione di una nuova chiesa. Il 2 dicembre, Gerolamo Venturelli, un cittadino che risiedeva nella casa annessa alla fontana con l'immagine venerata, riceve la visita di un vecchio che trasportava con un asino una cassetta, contenente i sacri indumenti per celebrare la messa. Secondo il racconto, Venturelli tentò di spiegare che non c'era nessun altare dove poter praticare la celebrazione, ma il vecchio insistette perché fosse costruito proprio in quella casa, dopodiché scomparve.
La popolazione entra in un vero fervore devozionale e, il 2 aprile dell'anno successivo, il consiglio cittadino affida all'architetto Pietro Maria Bagnadore l'incarico di erigere il santuario tanto bramato. Il 16 settembre 1608 si ha la posa della prima pietra della nuova chiesa, che viene costruita in sostituzione alle case preesistenti. L'evento è favorevole anche dal punto di vista urbanistico, poiché consentiva una decorosa chiusura a nord di Piazza del Mercato, risistemata da Ludovico Beretta con una serie di interventi proprio pochi decenni prima. I lavori di costruzione vengono finanziati quasi totalmente dalle molte elemosine offerte dai fedeli. L'11 settembre 1609 la costruzione è già terminata e, durante una solenne celebrazione, la venerata immagine della Madonna viene trasportata sull'altare maggiore, all'interno di una ricca cornice d'argento. L'immagine viene anche coperta da una tela di Orazio Pilati ed esposta solamente in determinate occasioni.
Nel 1690 la chiesetta passa sotto l'amministrazione della locale Confraternita del Santo Rosario, che avvia una lunga campagna di abbellimento e rinnovo degli interni durata tutto il Settecento. L'8 settembre 1861, in seguito alla "riscoperta" dell'immagine che non veniva esposta da ormai diversi anni, con una solenne cerimonia il parroco della chiesa di Sant'Agata, monsignor Ernesto Zambelli, dichiara la Madonna venerata nel santuario patrona dei linieri d'Italia e ne colloca la festività il 15 agosto, assieme a quella dell'Assunzione di Maria.

## Struttura
La facciata del santuario è rivolta a est e si trova lungo la breve scalinata che raccorda Piazza del Mercato a corso Palestro, scalinata fra l'altro ricostruita nella prima metà del Novecento. Il rivestimento architettonico è molto semplice e classicheggiante, tardo rinascimentale: quattro lesene a fascia, prive di capitello, incorniciano il portale d'ingresso in posizione centrale e sostengono un frontone triangolare, all'interno del quale si apre una piccola finestra circolare. La chiesa è anche dotata di campanile, molto modesto, posto sul lato della piazza, dove si aprono anche l'ingresso laterale e una finestra a lunetta.
L'interno è molto contenuto e si articola su una pianta centrale a bracci uguali, rispecchiando quindi i canoni tradizionali circa gli edifici utilizzati più come santuario votivo che come chiesa. La copertura è data da una piccola cupola poggiante su arcate a tutto sesto.

## Opere
Originariamente la chiesa era ornata con stucchi alternati ad affreschi di Gian Paolo Cavagna, in gran parte perduti e limitati a frammenti riportati alla luce durante un restauro nel 1963 . Rimane invece integro l'affresco della Crocifissione sulla lunetta sovrastante l'altare maggiore del Cavagna. Delle decorazioni plastiche, invece, restano solo quattro angioletti alla base della cupola. L'originale decorazione è stata sostituita alla metà dell'Ottocento dal lavoro del pittore Antonio Mariani, che ridipinge le volte, le pareti e la cupola, nella quale pone un volo di angeli a monocromo. Realizzato nel 1705 è il paliotto marmoreo dell'altare maggiore, mentre di poco successive, del 1711, sono le due balaustre che sostituirono la precedente cancellata in ferro. Ancora più tardo è il tabernacolo marmoreo, che risale al 1794.
L'altare laterale di sinistra, dedicato a San Giuseppe, ospitava una tela di Andrea Celesti raffigurante Sant'Anna con la Vergine e il Bambino, collocata poi in sacrestia e sostituita nel 1751 da una di Antonio Dusi, dove sono rappresentati i Santi Carlo, Antonio da Padova, Anna e Giuseppe che adorano il Crocifisso. La pala, eseguita ad olio su tela sagomata, è stata concepita come cornice pittorica al Crocifisso ligneo che trova posto nell'apposito foro centrale.

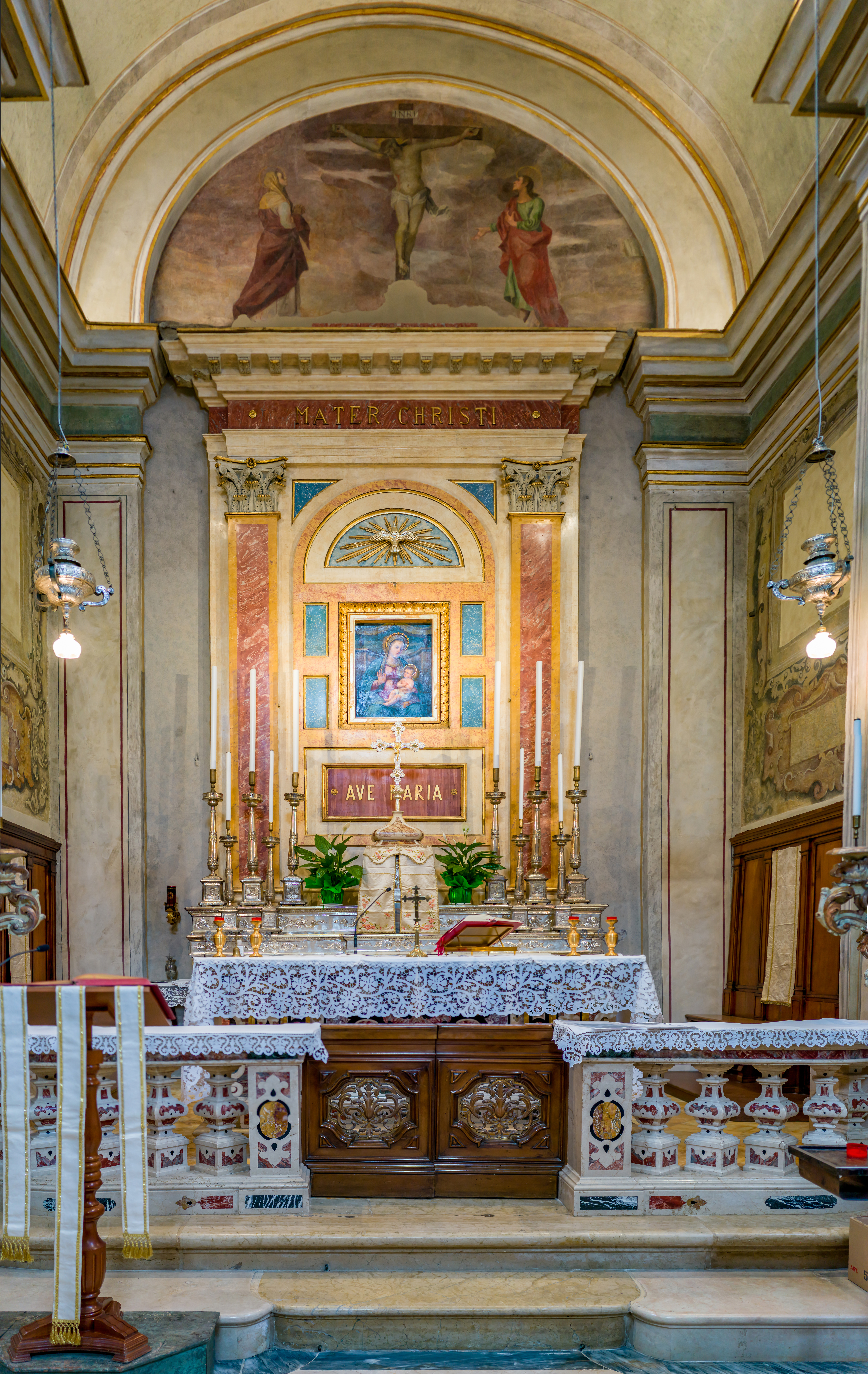
Altare maggiore.
Altare di San Giuseppe.
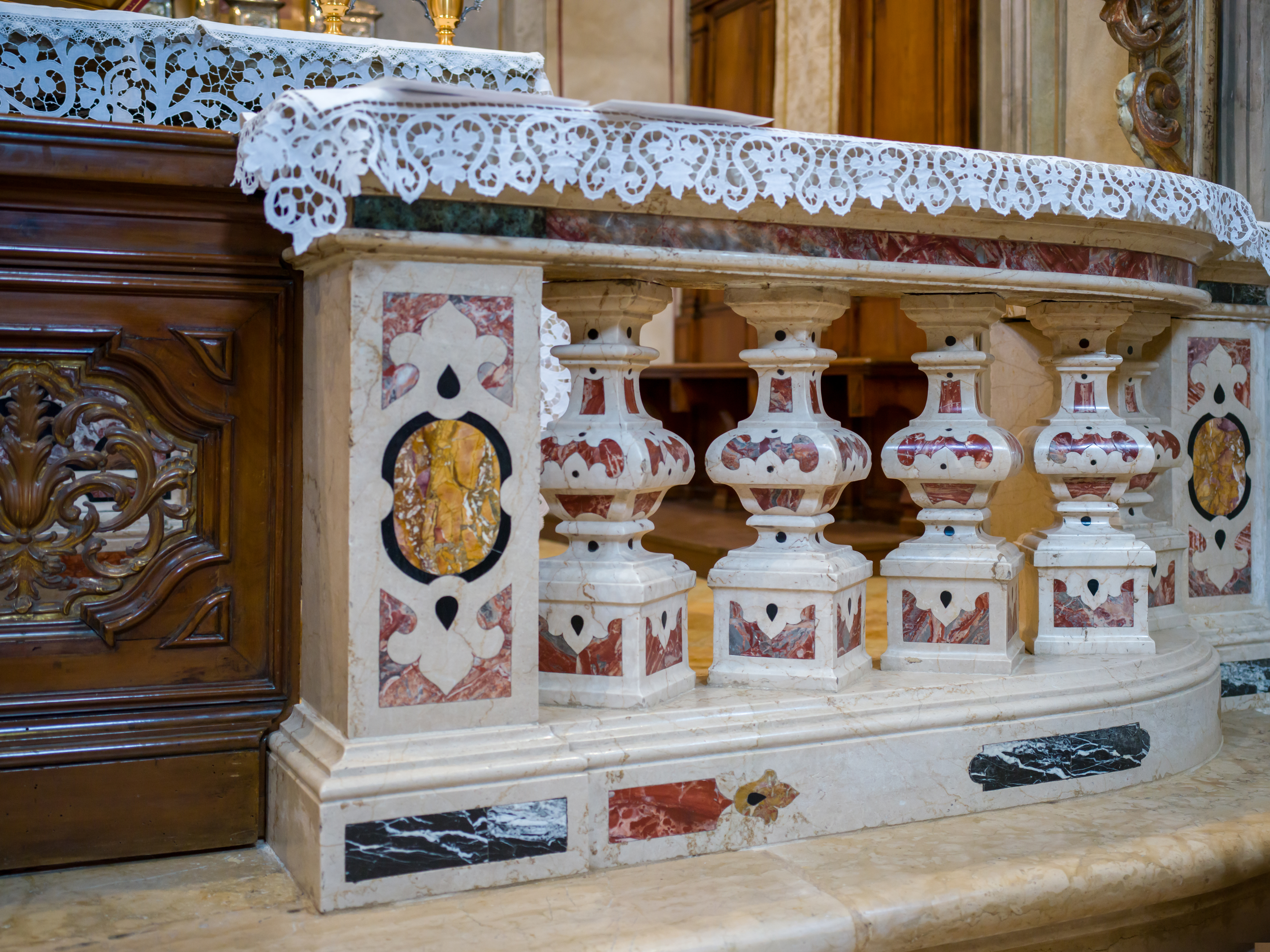
Balaustra marmorea dell'altare maggiore.
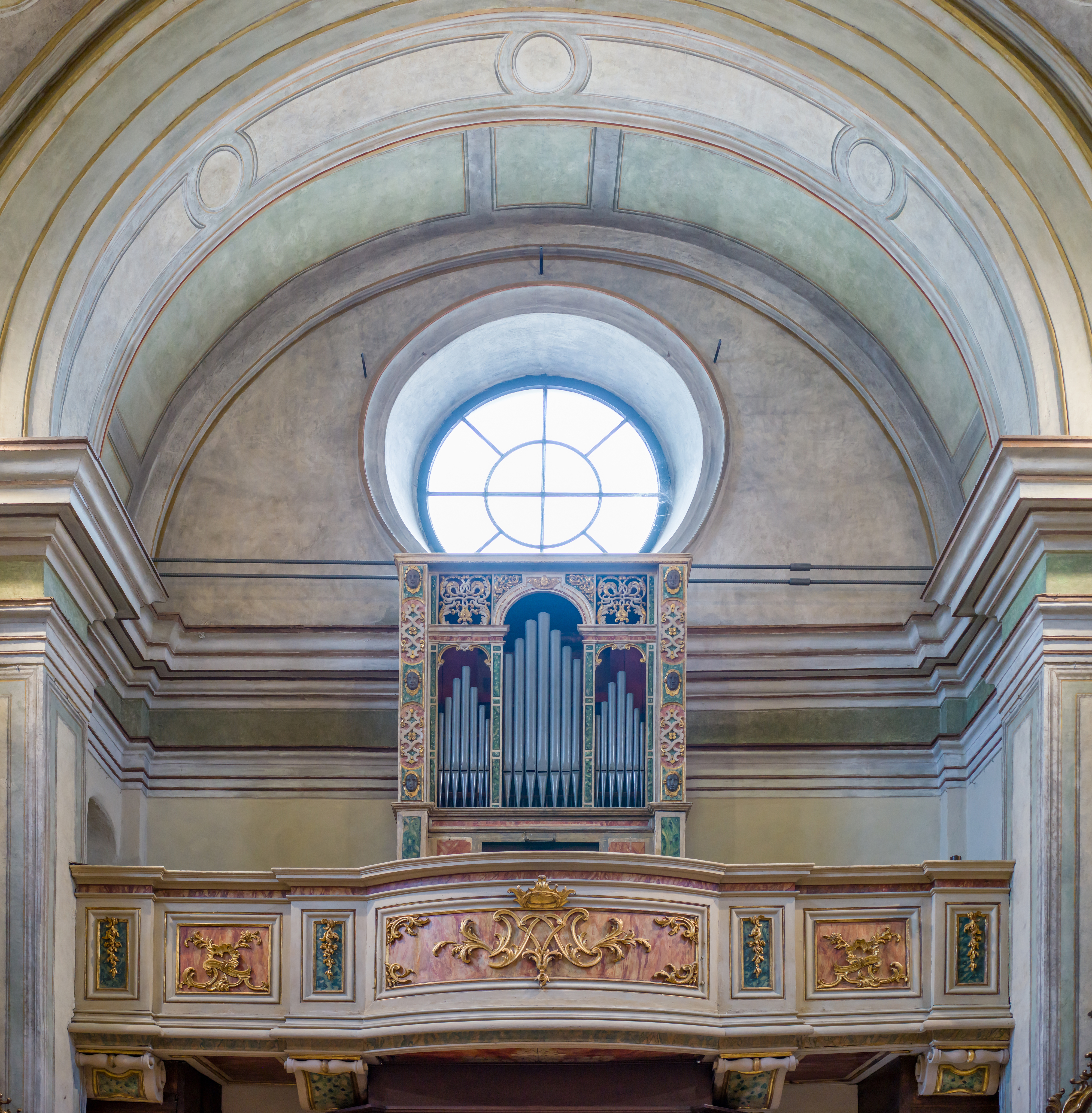
Organo.
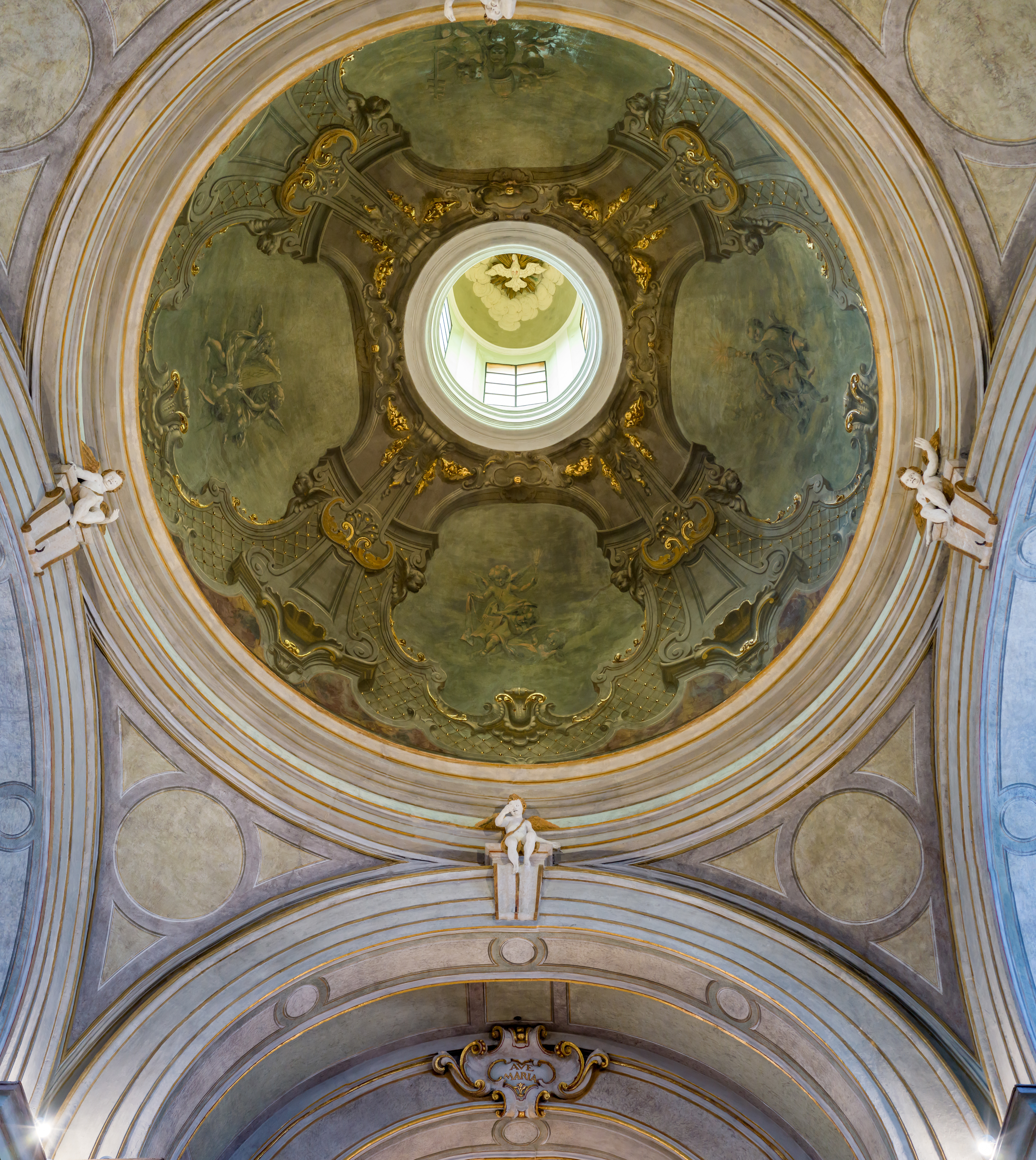
Volta della cupola.

## Organo a canne
Sopra la cantoria in controfacciata, vi è il piccolo organo a canne di organaro anonimo del XVII secolo, in seguito restaurato sia nel Settecento, sia nell'Ottocento, in quest'ultimo caso dal Respini. Lo strumento, a trasmissione meccanica, ha una tastiera di 50 tasti con prima ottava scavezza e pedaliera a leggio di 18 pedali, anch'essa con prima ottava corta, priva di registri propri e costantemente unita alla tastiera.